# 帕森斯 (密蘇里州)
帕森斯（英語：Parsons）是位於美國密蘇里州沙利文縣的非建制地區。

## 歷史
帕森斯的郵局於1881年設立，其後於1901年停運。

## 地理
帕森斯所處的海拔為高於海平面280米（即919英呎），而該地所採用的時區為UTC-6，即北美中部時區（CST）。同時該地設有夏令時間，為UTC-6調快一小時，即UTC-5（CDT）。